# Prêmio Nikola Tesla IEEE
O Prêmio Nikola Tesla IEEE (em inglês:  IEEE Nikola Tesla Award) é uma condecoração anual concedida pelo Instituto de Engenheiros Eletricistas e Eletrônicos a um indivíduo ou equipe que contribuiu para a geração ou utilização de potência elétrica. A premiação é denominada em memória de Nikola Tesla.

## Laureados
- 1976 - Leon T. Rosenberg
- 1977 - Cyril G. Veinott
- 1978 - Charles H. Holley
- 1979 - John W. Batchelor
- 1980 - Philip H. Trickey
- 1981 - Dean B. Harrington
- 1982 - Sakae Yamamura
- 1983 - sem premiação
- 1984 - Herbert H. Woodson
- 1985 - Eugene C. Whitney
- 1986 - Eric Laithwaite
- 1987 - J. Coleman White
- 1988 - Edward I. King
- 1989 - Dietrich R. Lambrecht
- 1990 - Gordon R. Slemon
- 1991 - Michel E. Poloujadoff
- 1992 - Thomas Herbert Barton
- 1993 - Madabushi V. K. Chari
- 1994 - Carl Flick, Techno-Lexic
- 1995 - Thomas A. Lipo
- 1996 - John A. Tegopoulos
- 1997 - Prabhashankar Kundur
- 1998 - Paul Dandeno,
- 1999 - Nabeel Aly Omar Demerdash
- 2000 - Syed Abu Nasar
- 2001 - Steve Williamson
- 2002 - James L Kirtley Jr
- 2003 - Austin H. Bonnett
- 2004 - Sheppard Joel Salon
- 2005 - Thomas M. Jahns
- 2006 - Konrad Reichert
- 2007 - Thomas W. Nehl
- 2008 - Timothy J. E. Miller
- 2009 - Donald Wayne Novotny
- 2010 - Paul C. Krause
- 2011 - Nady Boules
- 2012 - Manoj R. Shah